# Gongjing
För andra betydelser, se Gongjing (olika betydelser).
Gongjing är ett stadsdistrikt i Zigong i Sichuan-provinsen i sydvästra Kina.